# هوارد تشارلز غرين
هوارد تشارلز غرين هو محامي ودبلوماسي وسياسي كندي، ولد في 5 نوفمبر 1895، وتوفي في 26 يونيو 1989. حزبياً، نشط في الحزب الكندي التقدمي المحافظ. وقد انتخب عضو مجلس العموم الكندي.

## روابط خارجية
- هوارد تشارلز غرين على موقع مونزينجر (الألمانية)